# Плакета

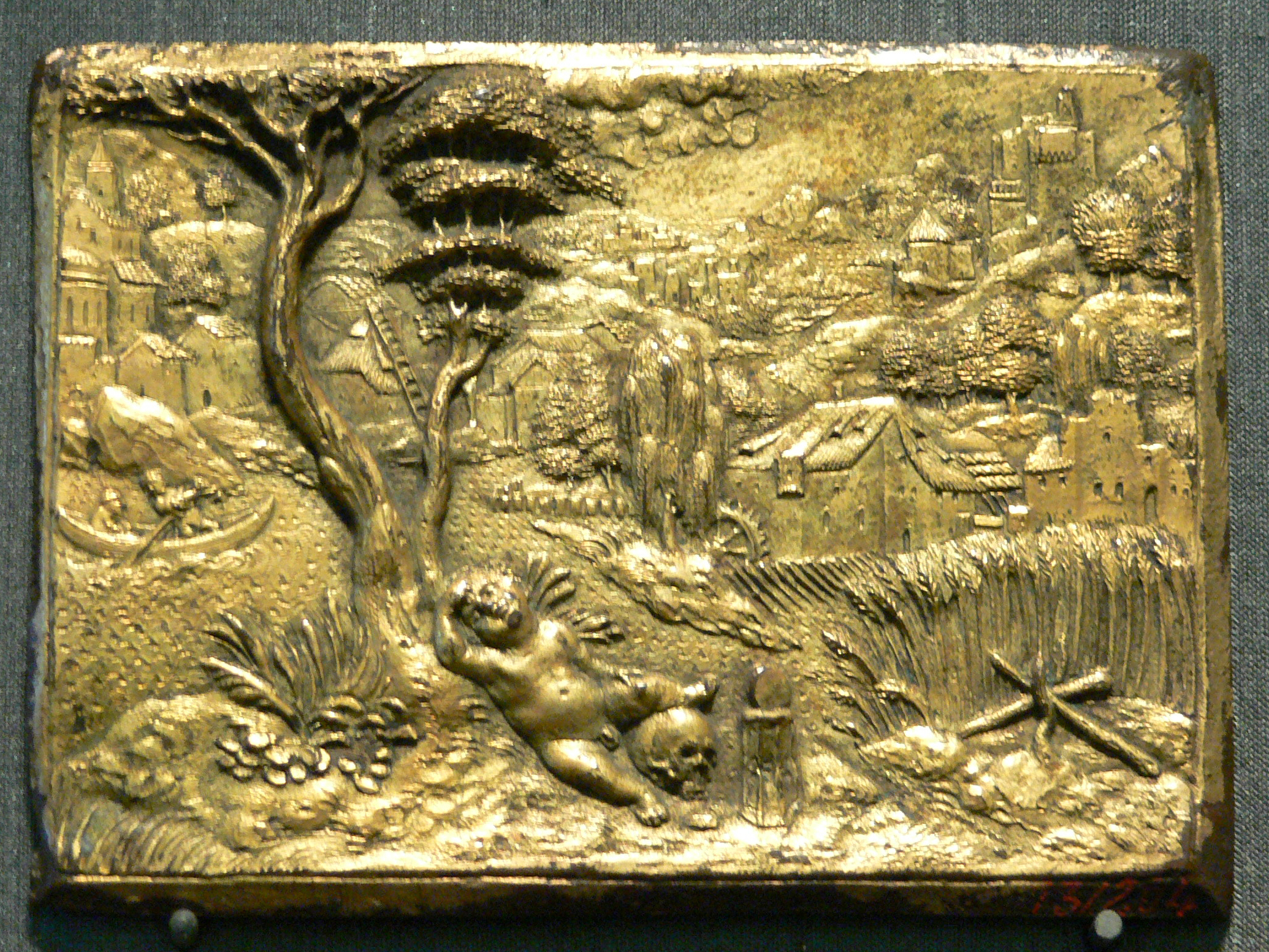
Петер Флётнер. Vanitas. Позолоченная бронза. Около 1535–1540 года

Плаке́та (плакет, плакетка от фр. plaquette — дощечка) — памятная или декоративная медаль, имеющая форму многоугольника (с четырьмя углами и более). Плакеты чеканятся в сувенирных целях и для украшения. Изготовление плакет началось в эпоху Возрождения.
Помимо итальянских ренессансных плакеток прямоугольной формы небольшого размера с рельефными изображениями на античные и мифологические сюжеты, плакетки любили изготавливать златокузнецы (нем. Goldschmied), скульпторы, медальеры и гравёры Северного Возрождения в Германии и Нидерландах. Выдающимся мастером рельефных бронзовых плакеток был немецкий художник Петер Флётнер (1485—1546), так называемый кляйнмайстер, скульптор, ювелир, медальер, рисовальщик-орнаменталист и гравёр. Плакетки его работы приобретали и использовали другие художники и ремесленники, прикрепляя их к своим изделиям либо отливали и чеканили копии. Другим известным мастером был нюрнбергский ювелир, член большой художественной семьи — Ганс Ямницер Второй (1539—1603). Рельефы плакеток повторяли на бронзовых сосудах, оловянных блюдах и кружках. Всего известно около ста тридцати семи типов таких плакеток. Со временем они стали предметом отдельного изучения и коллекционирования.
Значительными произведениями искусства декоративных плакеток являются образцы, изготовленные французским медальером Оскаром Роти: плакетка с портретом Луи Пастера (1892 год) и плакетка, приуроченная к похоронам четвёртого президента Третьей французской республики Сади Карно (1894 год).
Немецкими нумизматами Марком Бернхартом и Георгом Хабихом издавался журнал «Archiv für Medaillen- und Plakettenkunde», посвящённый медалям и плакеткам.
В современном русском языке чаще используется слово «плакетка», у которого есть как минимум два значения: плакетка как наградное изделие и мюзле c плакеткой.
Плакетка как наградное изделие

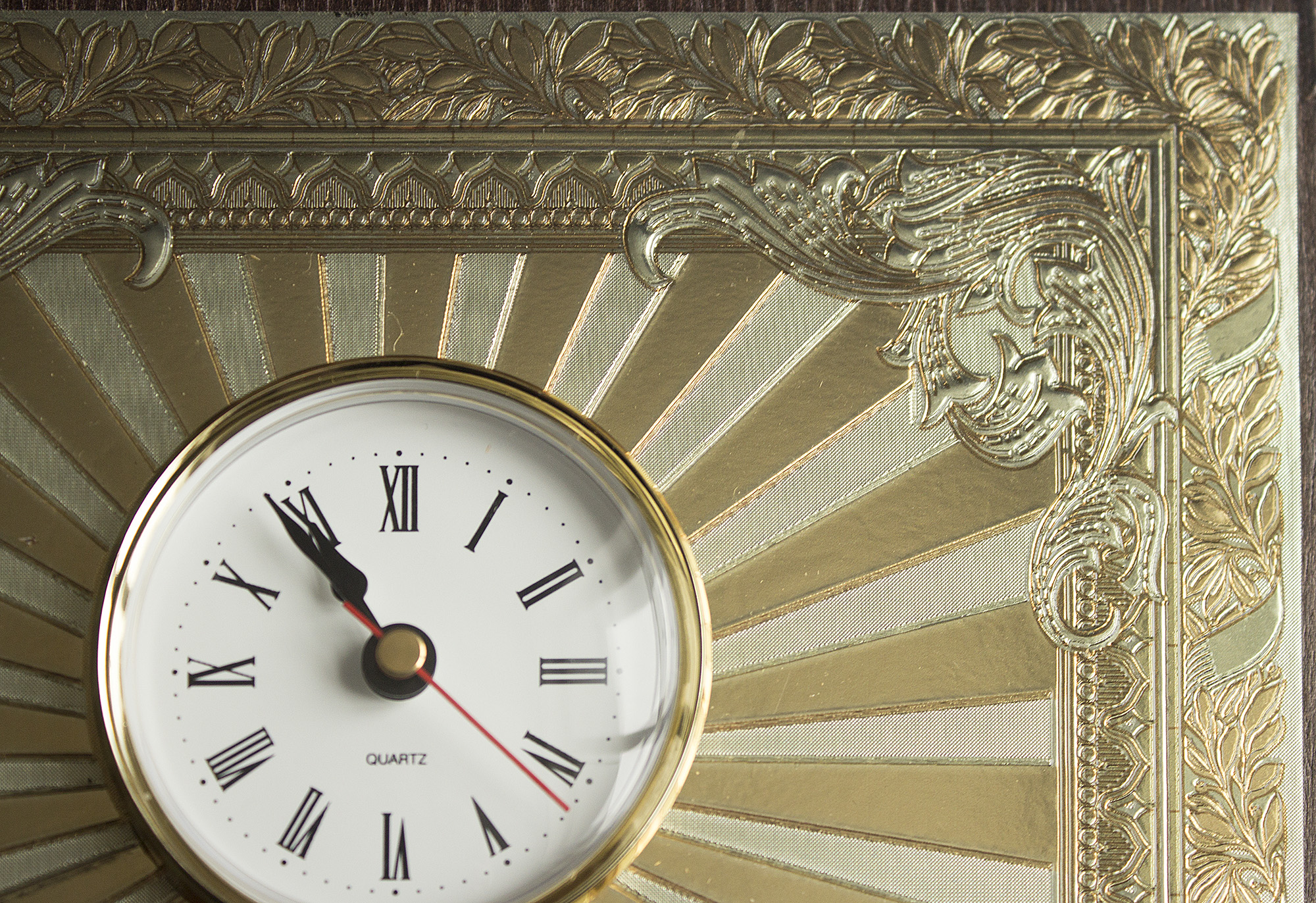
Рельефная плакетка с часами.

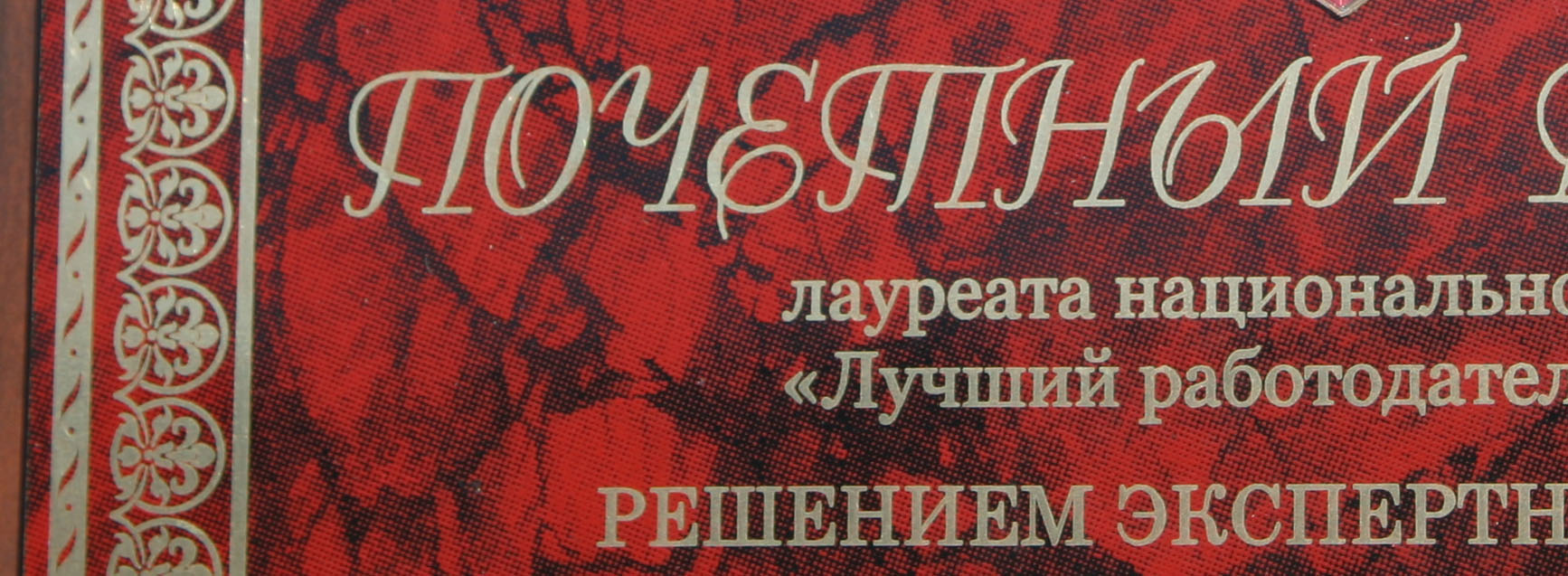
Плакетка с лазерной гравировкой

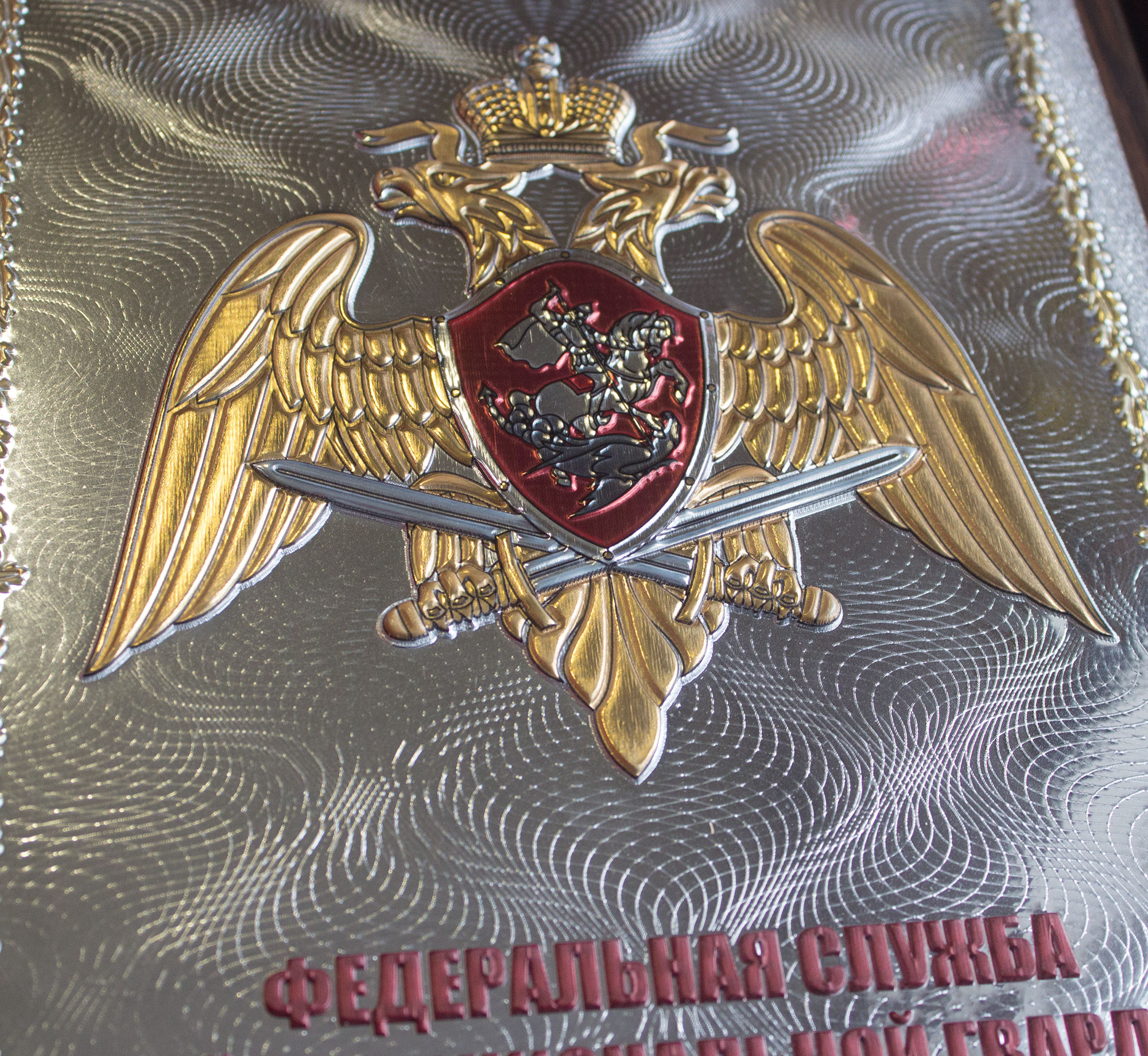
Плакетка с барельефным тиснением с символикой Росгвардии.

Как правило, состоит из подложки (деревянной или имитирующей дерево) и шильда (на нем наносится изображение и текст). Шильд обычно крепится к подложке при помощи двустороннего скотча. Технологии изготовления шильдов для плакеток очень разнообразны:
- металлографика, сублимационная печать, УФ-печать. Нанесение изображения на металлическую (как правило, алюминиевую) пластину. В случае сублимационной и УФ печати алюминиевая пластина имеет специальное покрытие, которое обеспечивает «прилипание» краски.

- лазерная гравировка. На металлическую пластину наносится слой краски методом шелкографии, формируя монохромный или абстрактный рисунок. С помощью лазерной гравировки в нужных местах убирается краска, обнажая металл. В результате формируется текст и/или рисунок.
- плакетка с рельефным тиснением. Шильд с цветным изображением на металлизированной поверхности имеет рельеф, соответствующий этому цветному изображению, что придаёт изделию интересный вид. Особенно хорошо получаются плакетки, в макетах которых используются гельешные[уточнить] элементы как на деньгах, акциях, и других видах ценных бумаг.

- плакетка с барельефным тиснением. Шильд с цветным изображением на металлизированной поверхности имеет барельеф, высота которого может достигать 3 мм, с высоким качеством проработки мелких деталей.

Мюзле c плакеткой
Мюзле с плакеткой используется для укупорки корковой пробкой игристых вин, а также всех типов бутылок с напитками, в которых создается высокое давление в процессе спиртовой или иной ферментации.